# Natalio Lorenzo
Natalio Lorenzo Poquet (Canals, Valencia, 18 de septiembre de 1984) es un futbolista profesional español. Juega de delantero, mediapunta o interior y actualmente milita en el Real Avilés de la Segunda Federación.

## Trayectoria
Comenzó jugando en el Valencia Mestalla, tras subir desde el juvenil valencianista. Para luego jugar en el alicantino Pego C. F., más tarde pasará por el Villajoyosa C. F..
En la campaña 2005-06, estuvo cedido en el F. C. Cartagena, en Segunda B, proveniente del C. D. Castellón, al cual volvería la temporada siguiente.
La temporada 2006-07 se convirtió en una de las grandes revelaciones de Segunda división, categoría en la que marcó 16 goles, siendo clave en la salvación de su equipo, el C. D. Castellón.
En julio de 2007 fichó por cinco temporadas por la U. D. Almería que finalmente le ganó la partida a grandes clubes de la Primera División como el Mallorca y el Sevilla.[cita requerida] Esa temporada apenas contó para el entrenador y, además, la llegada de Veljko Paunović al equipo le cerraron las puertas de poder jugar con el conjunto almeriense y decidió irse cedido al Cádiz C. F. por lo que restaba de temporada. 
En la temporada 2008-09 no volvió a contar para el entrenador y fue cedido en invierno al Córdoba C. F.. En 2009 vuelve a ser cedido, esta vez al Real Murcia. A la finalización de dicha temporada rescindió su contrato con la U. D. Almería y firmó por tres temporadas por el C. D. Tenerife. En el verano del año 2011, se desvincula del club blanquiazul y ficha por el Numancia de Soria, en el mercado invernal del 2016 se desvincula del club soriano y se incorpora a la Unió Esportiva Llagostera.
Tras pasar por varios equipos, en el mercado de invierno de la temporada 2019-20 y tras rescindir el medio año contrato que aún le quedaba con la Unió Esportiva Olot, se incorpora al Real Avilés del Grupo II de la Tercera División de España. Alcanza un acuerdo con el club blanquiazul hasta junio de 2021 con opción a una temporada más de contrato. Contrato que irá renovando año a año.

## Clubes
| Club                    | País   | Temporada | Partidos | Goles |
| ----------------------- | ------ | --------- | -------- | ----- |
| Valencia Mestalla       | España | 2002-2003 | S/D      | S/D   |
| Pego C. F.              | España | 2003-2004 | S/D      | S/D   |
| Villajoyosa C. F.       | España | 2004-2005 | 22       | 3     |
| F. C. Cartagena         | España | 2005-2006 | 33       | 5     |
| C. D. Castellón         | España | 2006-2007 | 38       | 15    |
| U. D. Almería           | España | 2007-2008 | 13       | 1     |
| Cádiz C. F.             | España | 2007-2008 | 20       | 6     |
| U. D. Almería           | España | 2008-2009 | 9        | 0     |
| Córdoba C. F.           | España | 2008-2009 | 20       | 2     |
| Real Murcia             | España | 2009-2010 | 38       | 9     |
| C. D. Tenerife          | España | 2010-2011 | 32       | 4     |
| C. D. Numancia de Soria | España | 2011-2012 | 34       | 5     |
| C. D. Numancia de Soria | España | 2012-2013 | 37       | 12    |
| C. D. Numancia de Soria | España | 2013-2014 | 40       | 5     |
| C. D. Numancia de Soria | España | 2014-2015 | 37       | 2     |
| C. D. Numancia de Soria | España | 2015-2016 | 13       | 2     |
| U. E. Llagostera        | España | 2015-2016 | 19       | 7     |
| UCAM Murcia C. F.       | España | 2016-2017 | 28       | 2     |
| Yunnan Lijiang F.C.     | China  | 2017      | S/D      | S/D   |
| Recreativo de Huelva    | España | 2018      | 5        | 0     |
| C. F. Badalona          | España | 2018-2019 | 28       | 6     |
| U. E. Olot              | España | 2019      | 15       | 1     |
| Real Avilés             | España | 2020      | 8        | 4     |
| Real Avilés             | España | 2020-2021 | 27       | 20    |
| Real Avilés             | España | 2021-2022 | 33       | 9     |
| Real Avilés             | España | 2022-2023 | 37       | 11    |
| Real Avilés             | España | 2023-     |          |       |

(*) Incluyendo campeonatos nacionales e internacionales. 

(*) Actualizado hasta el final de la temporada 2022-23.